# Ричи, Лайонел
Ла́йонел Бро́кман Ри́чи-мла́дший (англ. Lionel Brockman Richie Jr.; род. 20 июня 1949) — американский певец, музыкант, композитор, актёр. Лайонел Ричи, наряду с Майклом Джексоном и Принсом, "царил на олимпе" мировой поп-музыки в первой половине 1980-х годов. Все тринадцать синглов, выпущенных им в 1981—1987 годах, попали в лучшую десятку Billboard Hot 100, пять из них — на первое место.
Лайонел Ричи был удостоен множества наград, в том числе премии Центра Кеннеди, четырёх премий «Грэмми», премии «Оскар», 17 премий «The American Music Awards».

## Биография
Лайонел Брокман Ричи-младший родился в семье системного аналитика армии США и школьной учительницы, впоследствии ставшей директором школы.
В детские годы Лайонел больше времени проводил в доме бабушки и дедушки по материнской линии в кампусе Института Таскиджи. Бабушка была профессиональной пианисткой, дядя — джазмен и аранжировщик. Лайонел рос в музыкальной среде и с детства был знаком с классической музыкой. Бабушка привила ему любовь к музыке, а дядя подарил первый саксофон.
В середине 1960-х семья переехала в город Джолиет (штат Иллинойс).
В 1967 году за выступления в школьной команде по теннису (Joliet Township High School) Лайонел Ричи получил стипендию, дающую право на бесплатное обучение в университете.
Ричи увлекался духовной музыкой (госпелом) и планировал поступать на богословский факультет, но, вернувшись в Алабаму , поступил на экономический факультет и в 1974 году получил степень бакалавра в Институте Таскиги.
Обучаясь в институте Лайонел продолжал заниматься музыкой. О его музыкальной карьере читайте в разделе «Музыкальная карьера».
Лайонел Ричи занимается благотворительностью.
Также он является членом студенческого братства «Kappa Psi», куда входили такие музыканты, как Рэй Чарльз, Бадди Рич, Диззи Гиллеспи.
Лайонел Ричи увлекается садоводством и ландшафтным дизайном, выпускает коллекции предметов интерьера.

### Семья
С 18.10.1975 по 09.08.1993 в браке с Брендой Харви.
Приёмная дочь Николь Ричи (21.09.1981). Николь Ричи была удочерена, когда ей было 2 года (официально в 1989 году в 9 лет).
С 21.12.1995 по январь 2004 год браке с Дайан (Дианой) Александер.
Дети София Ричи (род. 1998) и Майлз Брокман Ричи (род. 1994).

## Музыкальная карьера

### Начало музыкальной карьеры
Обучаясь на первом курсе института Лайонел Ричи стал саксофонистом студенческой группы «Mystics», а через год он вместе с друзьями организовал группу «The Commodores» (состав группы: Милан Уильямс, Рональд ЛаПред, Уильям Кинг-младший, Томас МакКлэри и Уолтер «Клайд» Оранж).
Лайонел Ричи получил известность в качестве вокалиста и саксофониста «The Commodores».
Музыкальная группа стала популярной и в 1971 году их пригласили на «разогрев» к знаменитой группе «The Jackson V» (группа братьев Джексонов). А в 1974 году был заключён контракт с Motown Records и записан дебютный альбом «Machine Gun», попавший в топы чартов.
Лайоне Ричи писал романтические баллады в стиле quiet storm «Three Times a Lady» (1978) «Still» (1979).
К концу 1970-х годов «The Commodores» были самым прибыльным проектом легендарного ритм-н-блюзового лейбла Motown Records, хотя с каждой новой записью Ричи отходил от классического соула в сторону более коммерчески ориентированной поп-музыки.
Ричи начал сотрудничать со знаменитыми исполнителями. «Lady», которую написал Ричи для кантри-певца Кенни Роджерса (и спродюсировал в 1980 году) стала самым значимым хитом в карьере Роджерса.
Песня «Endless Love» (1981 г.), которую Ричи исполнял в дуэте с Дайаной Росс стала одним из самых кассовых синглов в истории поп-музыки 1980-х годов. Два месяца запись была на вершине американских чартов. После такого грандиозного успеха Ричи принял решение покинуть «The Commodores» ради сольной карьеры.

### Сольная карьера
В 1982 году вышел его дебютный сольный альбом «Lionel Richie». Это было начало сольной карьеры Ричи.
Песни Ричи девять лет подряд входили в хит-парады синглов и лидировали в американских чартах
. А его альбом «Can’t Slow Down» (1984 г.) был удостоен премии «Грэмми» как лучший альбом года. В том же году Лайонелу Ричи выпала честь закрывать своим выступлением XXIII Олимпийские игры в Лос-Анджелесе.

В 1985 г. Ричи принял участие в работе над саундтреком к фильму «Белые ночи». Прозвучавшая в этом фильме песня «Say You Say Me» стала одним из его крупнейших хитов и собрала обильный урожай наград, включая «Оскар» за лучшую песню к фильму. В том же году он вместе с Майклом Джексоном написал заглавную песню благотворительного проекта «We Are the World», которая была признана самым продаваемым синглом года.

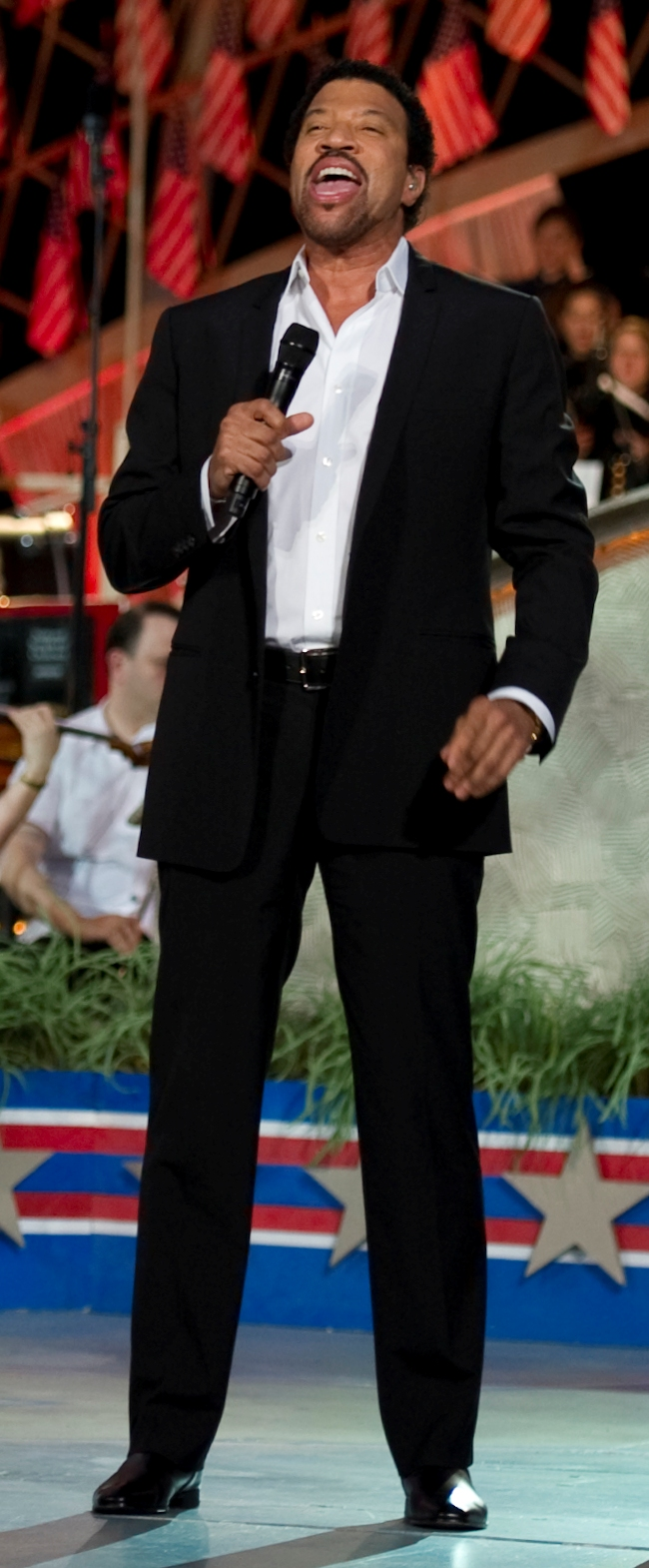
Ричи в 2010 году

В течение десяти лет он занимался обработкой и составлением сборников своих лучших произведений. В этот период он также вёл концертную деятельность.

### Продолжение карьеры
И только в 1996 году вышел новый альбом Лайонела Ричи «Louder Than Words». Диск был записан с учётом модных тенденций в стиле нью-джек-свинг. Особого успеха он не имел (по крайней мере, в США), как и три последовавших за ним альбома.
Последовавшие альбомы:
- «Time», 1998 г. (стал самым наименее продаваемым за всю творческую карьеру Ричи)[3][4];
- «Renaissance», 2000 г. (лирический диск с хитом «How Long»)[4];
- «Coming Home», 2006 г. (в видео клипе снималась Николь Ричи)[10];
- «Tuskegee», 2012 г.[4][5] и другие альбомы.

В 2015 году Ричи выступил на сцене британского фестиваля «Glastonbury».
В 2018—2019 годах Ричи входил в состав жюри конкурса исполнителей «American Idol».
Лайонел Ричи записал 10 студийных альбомов, 42 сингла, несколько концертов и сборников песен разных лет(подробнее в разделе «Дискография»). За весь творческий период Лайонела Ричи было продано более 90 миллионов его дисков.

## Дискография

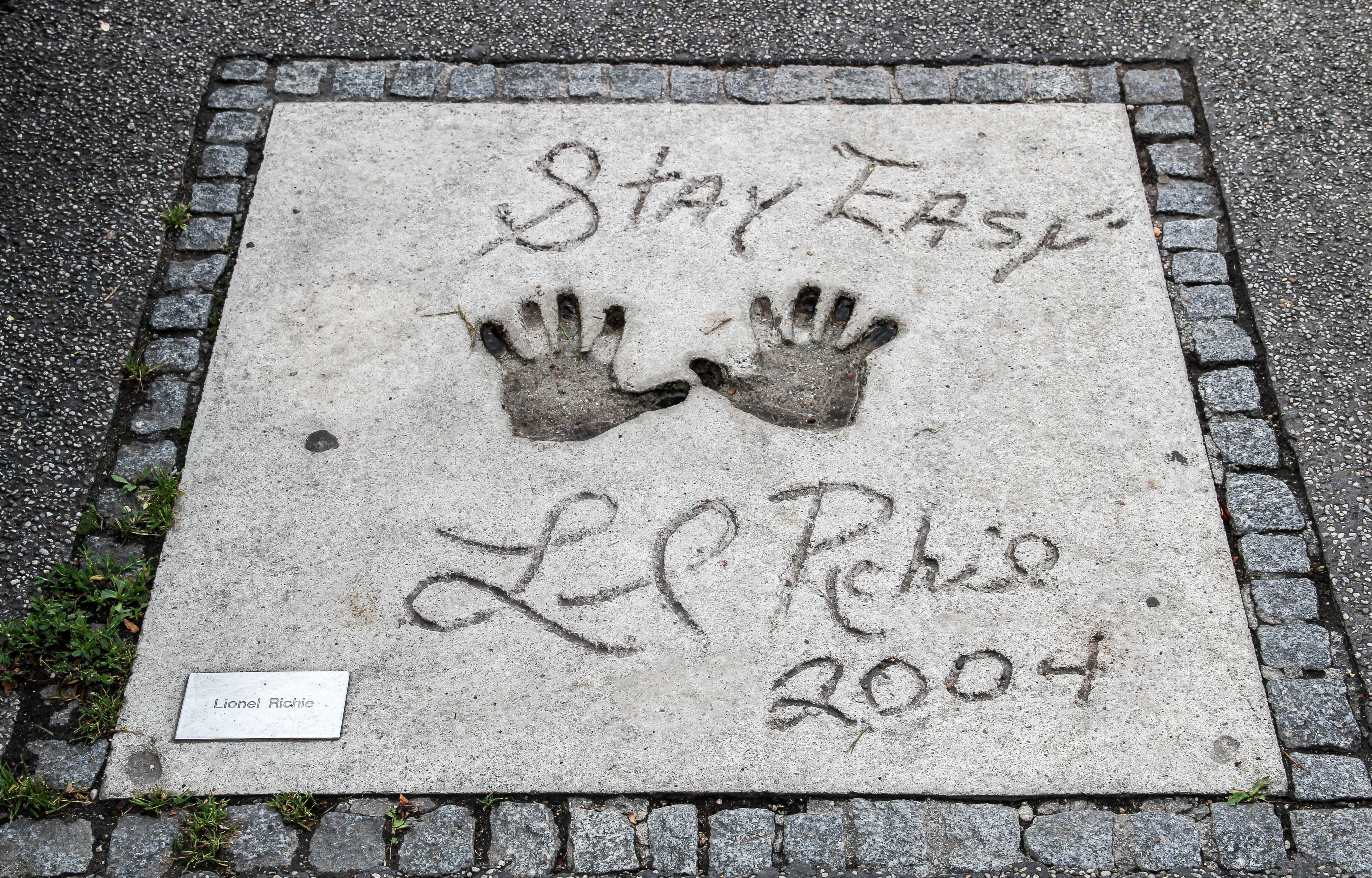
Табличка в Олимпийском парке, Мюнхен

### Студийные альбомы
- Lionel Richie (1982)
- Can’t Slow Down (1983)
- Dancing on the Ceiling (1986)
- Louder Than Words (1996)
- Time (1998)
- Renaissance (2001)
- Just for You (2004)
- Coming Home (2006)
- Just Go (2009)
- Tuskegee (2012)

### Концертные альбомы
- Encore (2002)
- Hello From Las Vegas (2019)

### Сборники
- Back to Front (1992)
- Truly: The Love Songs (1997)
- The Definitive Collection (2003)

## Карьера в кино
С 1971 по 2023 год Лайонел Ричи работал в киноиндустрии:
- актёр — 54 фильма;
- актёр, который играет самого себя — 152 фильма;
- композитор — 39 фильмов;
- актёр (хроника, в титрах не указан) — 18 фильмов.

### Композитор
| Фильм                                                             | Год  | Жанр                           |
| ----------------------------------------------------------------- | ---- | ------------------------------ |
| Camila Cabello: Liar (2019)                                       | 2019 | Короткометражный фильм, музыка |
| Lionel Richie Feat. Blake Shelton: Your Are (2012)                | 2012 | Короткометражный фильм, музыка |
| Lionel Richie Feat. Willie Nelson: Easy                           | 2012 | Короткометражный фильм, музыка |
| Lionel Richie Feat. Billy Currington: Just for You                | 2012 | Короткометражный фильм, музыка |
| Lionel Richie Feat. Shania Twain: Endless Love                    | 2012 | Короткометражный фильм, музыка |
| Enrique Iglesias Feat. Pitbull: I Like It — Jersey Shore Version> | 2010 | Короткометражный фильм, музыка |
| Enrique Iglesias Feat. Pitbull: I Like It                         | 2010 | Короткометражный фильм, музыка |
| Artists for Haiti: We Are the World 25 for Haiti                  | 2010 | Короткометражный фильм, музыка |
| Lionel Richie & Bob Sinclar: All Around the World                 | 2007 | Короткометражный фильм, музыка |
| Lionel Richie: Just for You                                       | 2004 | Короткометражный фильм, музыка |
| Мисс мира 2004                                                    | 2004 | ТВ программа                   |
| Mark 'Oh: Stuck on You                                            | 2003 | Короткометражный фильм, музыка |
| Lionel Richie Feat. Enrique Iglesias: To Love a Woman             | 2003 | Короткометражный фильм, музыка |
| 3T: Stuck on You                                                  | 2003 | Короткометражный фильм, музыка |
| Lionel Richie: Cinderella                                         | 2001 | Короткометражный фильм, музыка |
| Lionel Richie: Don’t Stop the Music                               | 2001 | Короткометражный фильм, музыка |
| America the Beautiful                                             | 2001 | Музыкальная программа          |
| Lionel Richie: Angel                                              | 2000 | Короткометражный фильм, музыка |
| Lionel Richie: Time                                               | 1998 | Короткометражный фильм, музыка |
| Lionel Richie: Ordinary Girl                                      | 1996 | Короткометражный фильм, музыка |
| Lionel Richie: Don’t Wanna Lose You, First Version                | 1996 | Короткометражный фильм, музыка |
| Luther Vandross & Mariah Carey: Endless Love — Live Version       | 1994 | Короткометражный фильм, музыка |
| Luther Vandross & Mariah Carey: Endless Love — Studio Version     | 1994 | Короткометражный фильм, музыка |
| Faith No More: Easy                                               | 1993 | Короткометражный фильм, музыка |
| Lionel Richie: Love, Oh Love                                      | 1992 | Короткометражный фильм, музыка |
| Lionel Richie: My Destiny                                         | 1992 | Короткометражный фильм, музыка |
| Lionel Richie: Do It to Me                                        | 1992 | Короткометражный фильм, музыка |
| Lionel Richie: Se La                                              | 1987 | Короткометражный фильм, музыка |
| Lionel Richie: Three Times a Lady (Live in Amsterdam)             | 1987 | Короткометражный фильм, музыка |
| Lionel Richie: Ballerina Girl                                     | 1986 | Короткометражный фильм, музыка |
| Lionel Richie: Love Will Conquer All                              | 1986 | Короткометражный фильм, музыка |
| Lionel Richie: Dancing on the Ceiling                             | 1986 | Короткометражный фильм, музыка |
| Lionel Richie: Say You, Say Me                                    | 1985 | Короткометражный фильм, музыка |
| Lionel Richie: Penny Lover                                        | 1984 | Короткометражный фильм, музыка |
| Lionel Richie: Hello                                              | 1984 | Короткометражный фильм, музыка |
| Diana Ross: Missing You                                           | 1984 | Короткометражный фильм, музыка |
| Lionel Richie: Running with the Night                             | 1983 | Короткометражный фильм, музыка |
| Lionel Richie: You Are                                            | 1983 | Короткометражный фильм, музыка |
| Lionel Richie: Truly                                              | 1982 | Короткометражный фильм, музыка |

### Актёр[2]
| Фильм                    | Год                | Роль                   |
| ------------------------ | ------------------ | ---------------------- |
| Студия 666               | 2022               | Lionel Richie          |
| Новичок                  | (сериал, с 2018)   | Lionel Richie</ref>    |
| Американская домохозяйка | (сериал 2016—2021) | Lionel Richie          |
| Свободные женщины        | (сериал c 2014)    | Performer              |
| Жена священника          | 1996               | Britsloe               |
| Симпсоны (мультфильм)    | (сериал c 1989)    | Lionel Richie, озвучка |
| Великие представления    | (сериал c 1971)    | Head Vocals            |

## Награды и достижения
| Год  | Событие |
| ---- | --- |
| 1982 | American Music Awards в номинации «Любимый поп / рок-сингл» за песню «Бесконечная любовь» (Лайонел Ричи и Дайана Росс) |
| 1983 | Премия «Грэмми» за лучшее мужское поп-вокальное исполнение, песня «Truly»                                              |
| 1984 | Выступление на церемонии закрытия XXIII Олимпийских игр в Лос-Анджелесе.                                               |
| 1985 | Премия «Грэмми» в номинации «Альбом года» за альбом «Can’t Slow Down».                                                 |
| 1985 | Премия «Грэмми» продюсеру года в неклассической музыке                                                                 |
| 1985 | Премия «Golden Plate Awardees» Американской академии достижений (American Academy of Achievement)                      |
| 1986 | Премия «Грэмми» в номинации «Песня года» за песню «We Are the World».                                                  |
| 1986 | Премия «Оскар» за лучшую песню к фильму — «Say You, Say Me» («Белые ночи», музыка и слова: Лайонел Ричи)               |
| 1986 | Премия «Золотой глобус» за лучшую оригинальную песню, песня «Say You, Say Me».                                         |
| 1987 | American Music Awards в номинации «Любимый соул/R&B видео-исполнитель мужского пола»                                   |
| 1987 | American Music Awards в номинации «Любимое поп/рок видео» («Dancing on the Ceiling»)                                   |
| 1989 | Премия NAACP Image Award                                                                                               |
| 1994 | Включён в Зал Славы авторов песен «Songwriters Hall of Fame».                                                          |
| 2007 | Премия «Goldene Kamera» за музыкальные достижения на мировом уровне.                                                   |
| 2008 | Премия TV Land Award                                                                                                   |
| 2012 | American Music Award                                                                                                   |
| 2014 | Премия BET Award |
| 2017 | Почётная награда Центра исполнительских искусств имени Джона Кеннеди                                                   |
| 2022 | Включён в Зал славы рок-н-ролла.                                                                                       |
| 2022 | Гершвиновская премия Библиотеки Конгресса США за вклад в популярную музыку.                                            |

## Фотогалерея

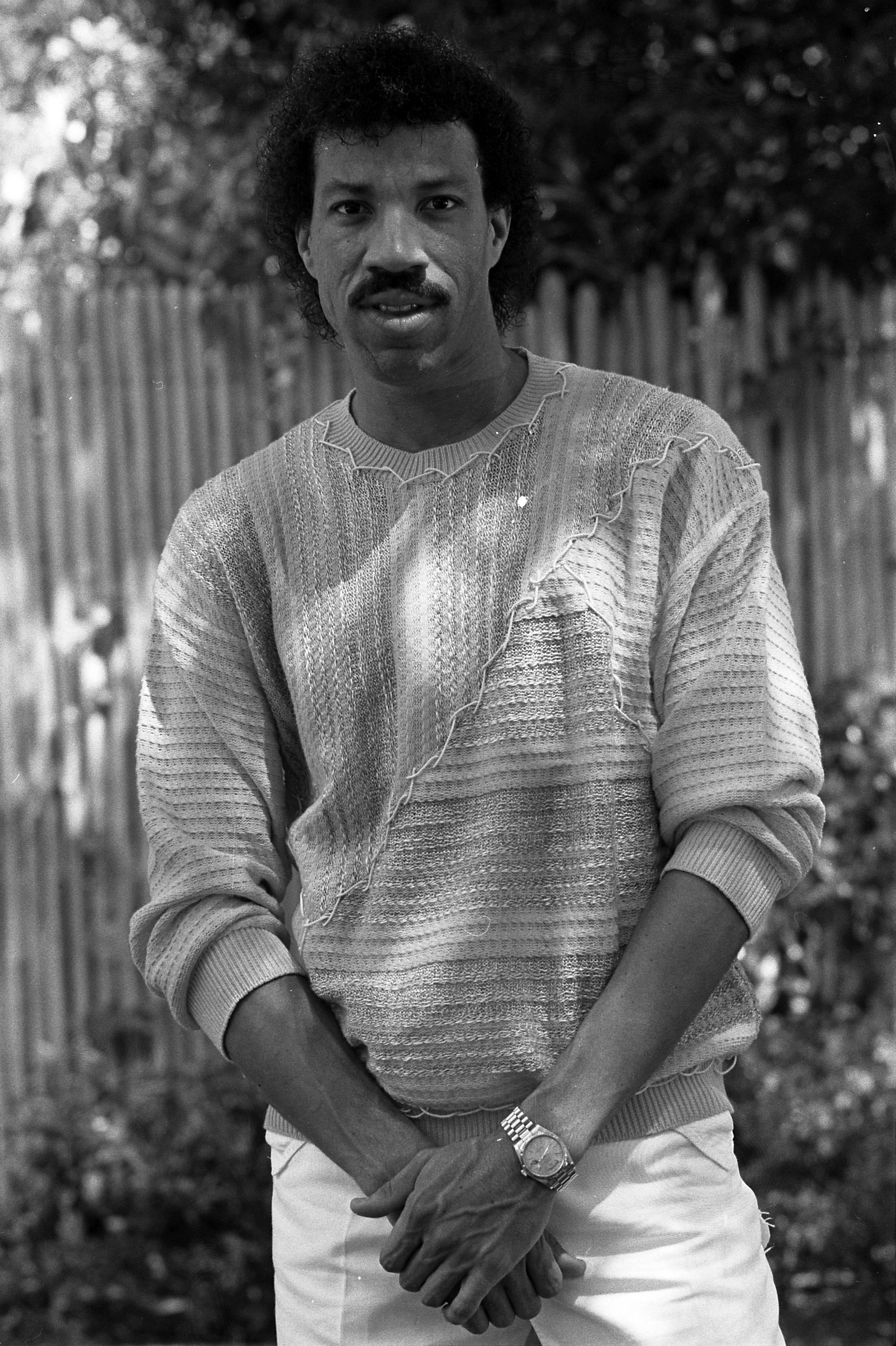
Лайонел Ричи, 1984 год
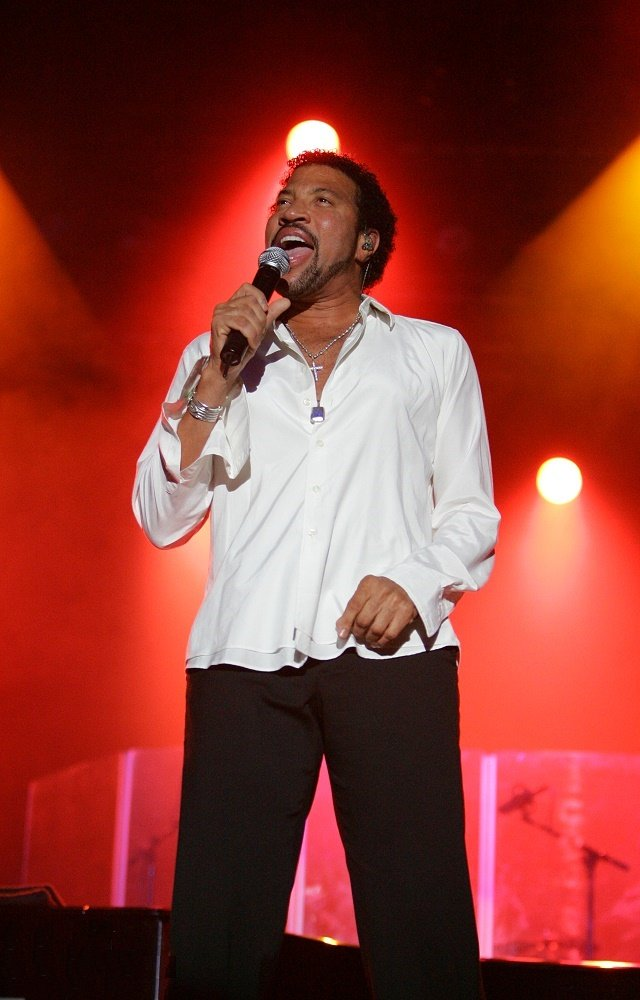
Лайонел Ричи на концерте в Санта-Инесе, Калифорния, 2006 год
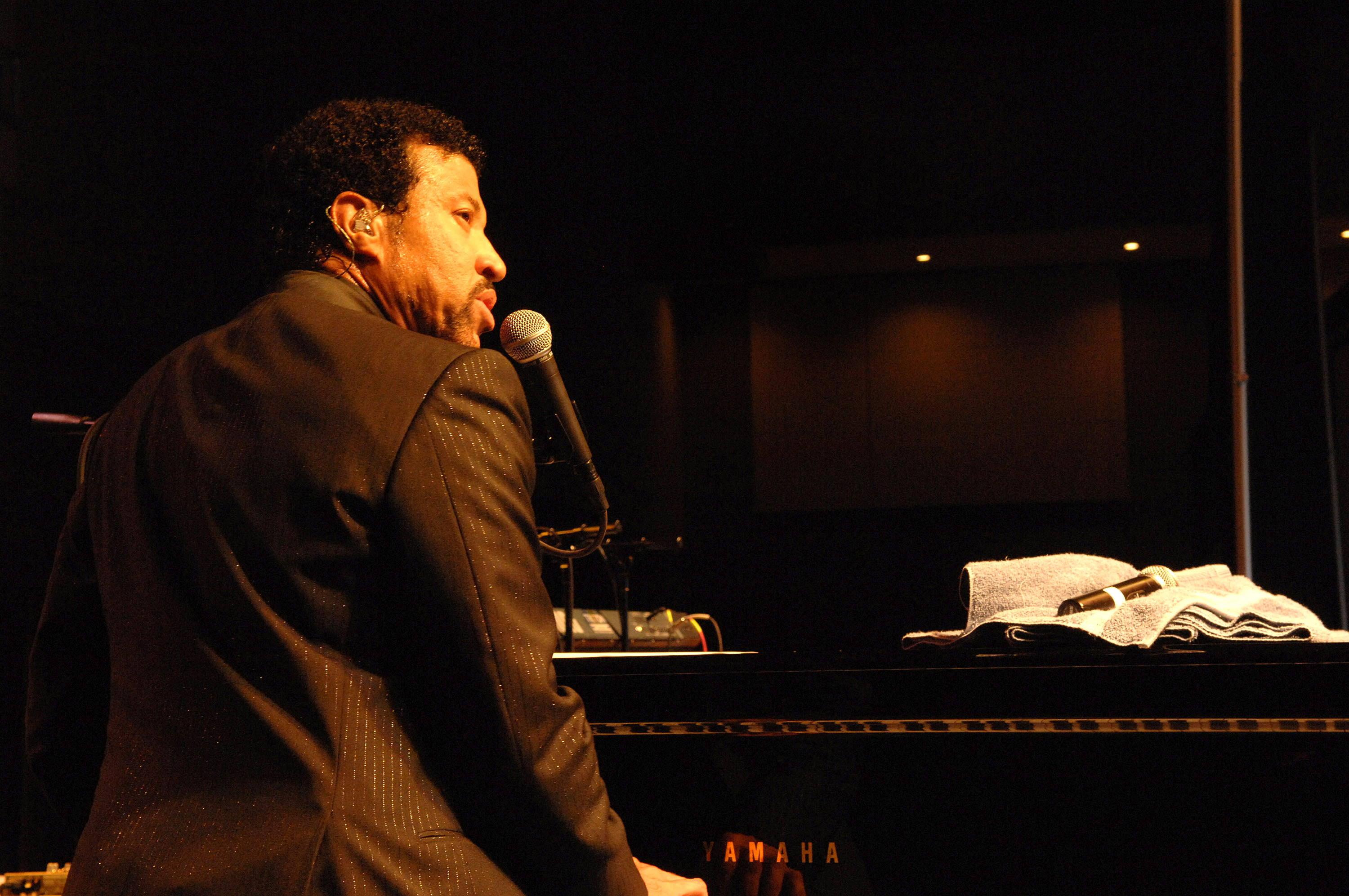
Выступление Лайонела Ричи, 2008 год
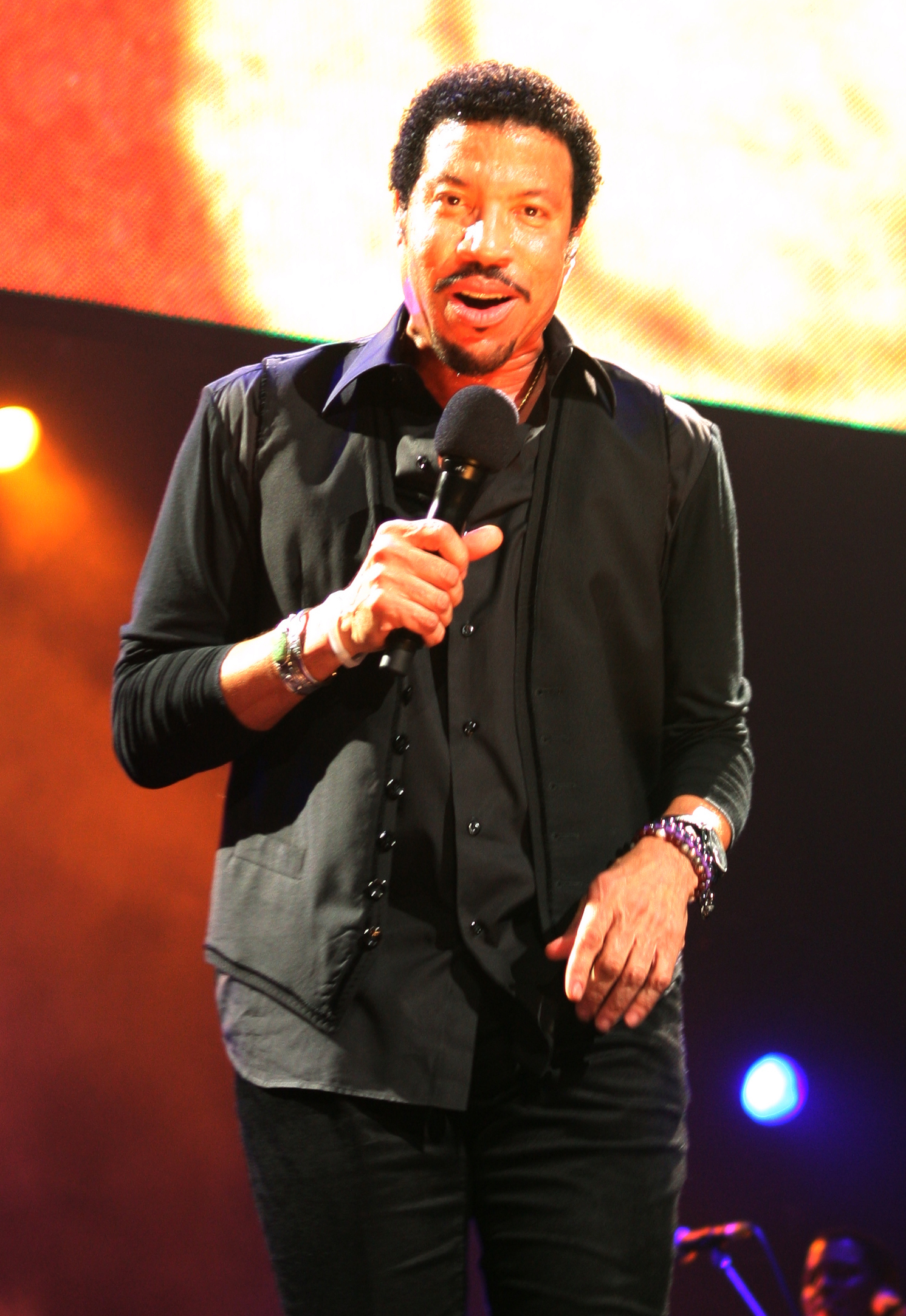
Лайонел Ричи в Сиднее, Австралия, март 2011 года
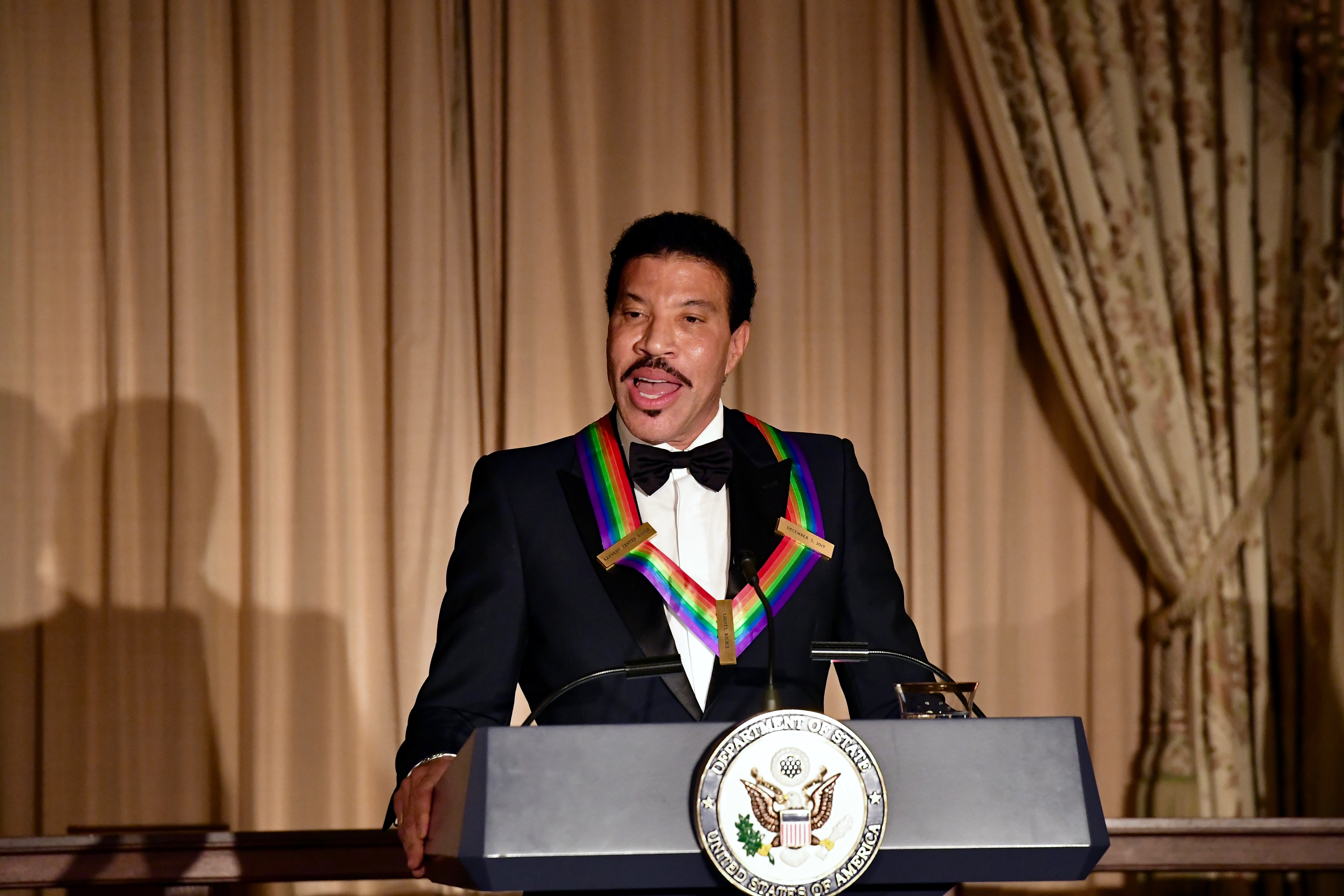
Лауреат премии Кеннеди-центра 2017 года Лайонел Ричи выступает с речью после получения почетной медали Кеннеди-центра
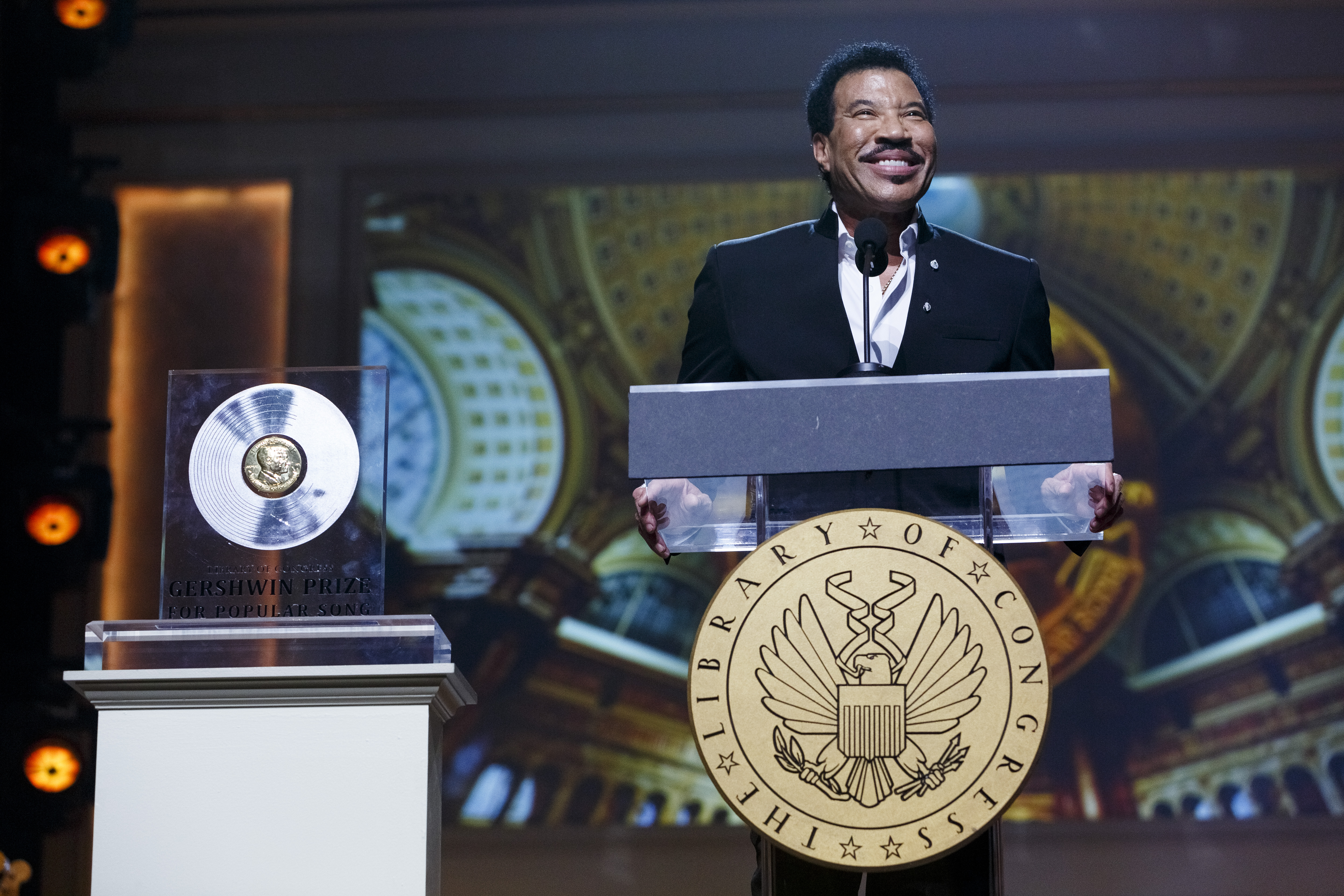
Премия Гершвиновской премии Библиотеки Конгресса США, 09.03.2022
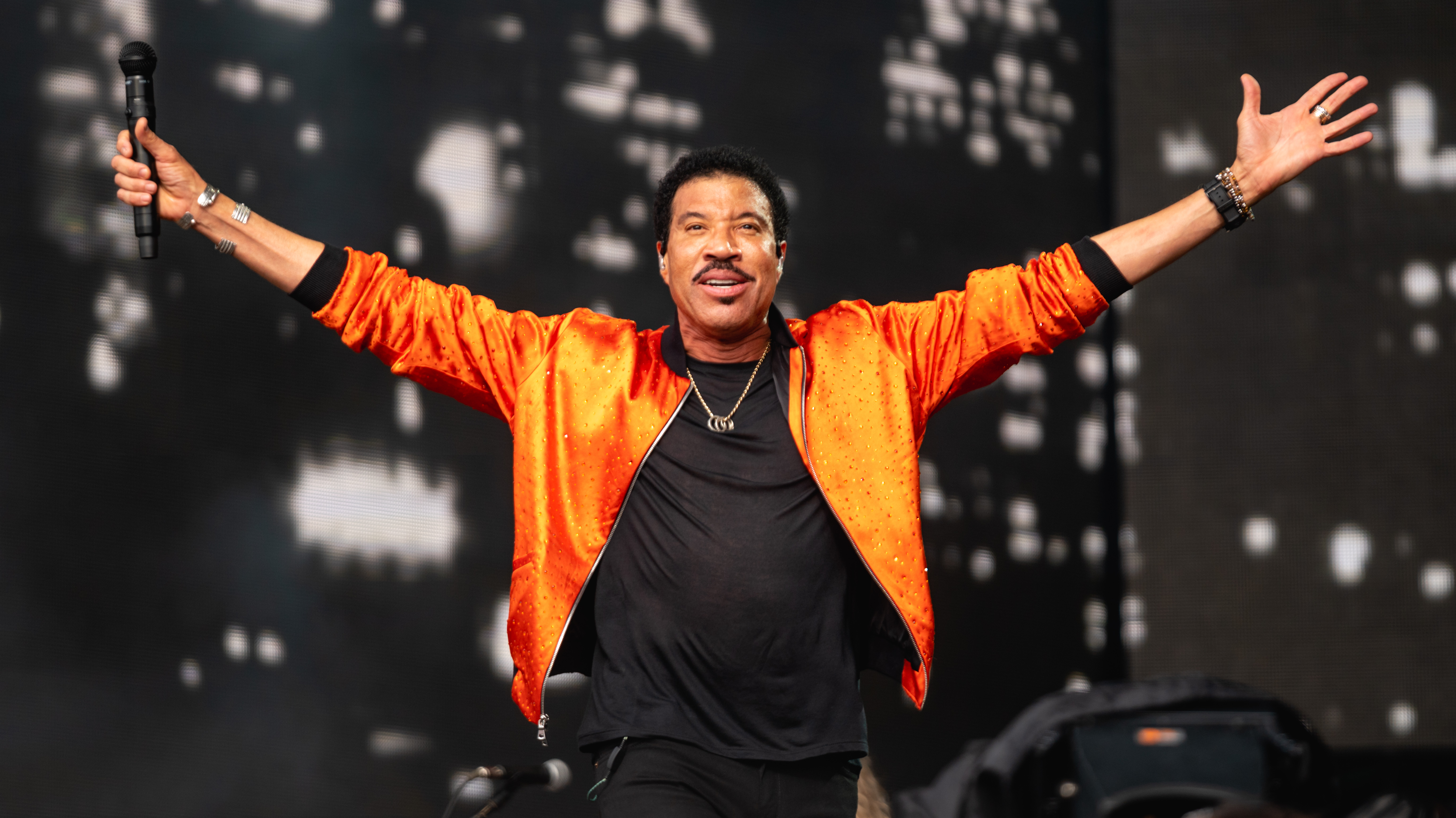
Лайонел Ричи, 2019 год